# Mazraeh-ye Mohammad Ali Amiqi
Mazraeh-ye Mohammad Ali Amiqi (em persa: مزرعه محمدعلي عميقي, também romanizada como Mazra‘eh-ye Moḩammad ʿAlī ʿAmīqī) é uma aldeia do distrito rural de Faragheh, no condado de Abarkuh, na província de Yazd, Irã.